# 哥特体
哥德體或哥德体（英語：Blackletter）是约1150年起至17世纪在西欧广泛使用的字体，特點是非常誇張華麗。在德国，哥特体沿用至二战结束。德文尖角體为哥特体的典型字体，在西方有时指代全部哥特体；有时也称为「老英文字体（Old English）」。

## 起源

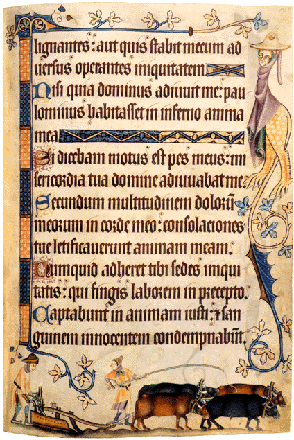
14世纪的《聖詠經》（Latin Psalters Ps 93:16–21）中的哥特体“sine pedibus”文字。路特雷尔诗篇，大英图书馆。

卡洛林小草书体是哥特体的直接祖先。12世纪的欧洲识字率逐渐升高，人们对不同领域书籍的需求量增大。与此同时，新的大学纷纷成立。与以往书法通过经书等宗教作品发展不同的是，每个大学还会在商业、法律、语法、历史等领域制作书籍。
这些书需要快速印刷以满足需求。卡洛林书体（Carolingian）虽效果清晰可辨，但因不适合密集劳动，效率低下。在那个书写材料昂贵的时代，卡洛林体庞大的体积也会消耗大量的手稿空间。早在11世纪，卡洛林体的变种就已经出现。到12世纪中叶，一种既明显可辨又能快速书写的字体在法国东北部和低地国家孕育而生，这就是哥特体。

## Unicode
数学用的哥特体（Fraktur）字母在Unicode的数学字母数字符号区段，分为U+1D504-1D537和U+1D56C-1D59F（粗体）两个区间。字母长s则收录于字母式符号区段（在 U+017F）。
这些字母通常仅用于数学，用来与其他字体的字母形成比对。一般用途的文字选择哥特类字体即可。
𝔄 𝔅 ℭ 𝔇 𝔈 𝔉 𝔊 ℌ ℑ 𝔍 𝔎 𝔏 𝔐 𝔑 𝔒 𝔓 𝔔 ℜ 𝔖 𝔗 𝔘 𝔙 𝔚 𝔛 𝔜 ℨ 
𝔞 𝔟 𝔠 𝔡 𝔢 𝔣 𝔤 𝔥 𝔦 𝔧 𝔨 𝔩 𝔪 𝔫 𝔬 𝔭 𝔮 𝔯 𝔰 𝔱 𝔲 𝔳 𝔴 𝔵 𝔶 𝔷
𝕬 𝕭 𝕮 𝕯 𝕰 𝕱 𝕲 𝕳 𝕴 𝕵 𝕶 𝕷 𝕸 𝕹 𝕺 𝕻 𝕼 𝕽 𝕾 𝕿 𝖀 𝖁 𝖂 𝖃 𝖄 𝖅 
𝖆 𝖇 𝖈 𝖉 𝖊 𝖋 𝖌 𝖍 𝖎 𝖏 𝖐 𝖑 𝖒 𝖓 𝖔 𝖕 𝖖 𝖗 𝖘 𝖙 𝖚 𝖛 𝖜 𝖝 𝖞 𝖟
注：并非所有浏览器可以正常显示以上字母

## 延伸阅读
- Bernhard Bischoff. . 剑桥大学出版社. 1989.（英文）
- Bain, Peter; Shaw, Paul (编). . 柯柏聯盟學院. 普林斯顿建筑出版社. 1998. ISBN 978-1-56898-125-3.（英文）